# Mall (chanson)
Pour les articles homonymes, voir Mall.
Chansons représentant l'Albanie au Concours Eurovision de la chanson
World
(2017) Ktheju tokës
(2019)
Mall (« Désir ») est une chanson interprétée par le chanteur albanais Eugent Bushpepa, sortie le 6 avril 2018.
C'est la chanson représentant l'Albanie au Concours Eurovision de la chanson 2018 après avoir remporté la 56e édition de la sélection nationale albanaise Festivali i Këngës. Elle est intégralement interprétée en albanais, le choix de la langue étant toutefois libre depuis 1999.

## Concours Eurovision de la chanson

### Sélection nationale
Le 23 décembre 2017, la chanson Mall de Eugent Bushpepa a été sélectionnée en remportant la finale nationale albanaise du 56e Festivali i Këngës, et sera ainsi la chanson représentant l'Albanie au Concours Eurovision de la chanson de 2018.

### À Lisbonne
Lors de la première demi-finale le 8 mai 2018, Mall est la 3e chanson interprétée sur 19 suivant Our Choice de l'Islande et précédant A Matter of Time de la Belgique. Elle s'est qualifiée pour la finale en terminant huitième parmi les dix chansons les mieux classées.
Mall est la 12e chanson interprétée lors de la finale, le 12 mai 2018, après You Let Me Walk Alone de l'Allemagne et avant Mercy de la France. À l'issue du scrutin, la chanson s'est classée 11e sur 26 avec 184 points, incluant 126 points des jurys et 58 points des télévotes,.

## Liste des pistes
| 1. | Mall | 3:10 |

## Historique de sortie
| Région / Pays | Date         | Format                   | Label           |
| ------------- | ------------ | ------------------------ | --------------- |
| Monde entier  | 6 avril 2018 | Téléchargement numérique | Universal Music |